# Техносекс
«Техносе́кс» (англ. Teknolust) — научно-фантастический фильм. Премьера состоялась в 2002 году на фестивале независимого кино в Санденсе.

## Сюжет
Действие фильма разворачивается в Сан-Франциско в недалёком будущем. Биогенетик Розетта Стоун разрабатывает технологию создания искусственного человека и затем, используя собственную ДНК, создаёт трёх так называемых Самовоспроизводимых Автоматов (СВА). Полуженщины-полумашины Руби, Олив и Маринн получают имена в честь трёх цветов — красного, зелёного, синего — и носят одежду соответствующей расцветки.
Общение СВА с миром происходит через интернет-портал The E-Dream Portal, который помогает пользователям воплощать в реальность свои мечты. Для поддержания существования клонам Розетты необходимо подпитываться мужскими Y-хромосомами. Проще всего их получить из спермы, и потому Руби регулярно выходит на городские улицы, соблазняет мужчин и обеспечивает таким образом себя и своих товарок необходимой субстанцией.
Вскоре оказывается, что после ночи с Руби мужчины просыпаются импотентами и с небольшим штрихкодом на лбу. ФБР поручает агенту Эдварду Хопперу раскрыть причину этой таинственной эпидемии. В паре с частным детективом, транссексуалом по имени Грязный Дик, Хоппер начинает расследование, и его подозрение падает на Розетту Стоун, так как именно её внешность описывают пострадавшие. Однако есть одна маленькая неувязка — Розетта до сих пор девственница. Тем временем Руби, чьи познания о жизни ограничиваются сведениями, почерпнутыми из романтических фильмов, влюбляется в живущего по соседству Сэнди, неудачливого работника типографии…

## В ролях
| Актёр           | Роль                           |
| --------------- | ------------------------------ |
| Тильда Суинтон  | Розетта / Руби / Маринн / Олив |
| Джереми Дейвис  | Сэнди                          |
| Джеймс Урбаньяк | Агент Хоппер                   |
| Карен Блэк      | Грязный Дик                    |

## Награды
| Год  | Премия                                          | Номинанты и категории                                             |
| ---- | ----------------------------------------------- | ----------------------------------------------------------------- |
| 2002 | Премия Международного кинофестиваля в Хэмптонсе | Feature Film Prize in Science and Technology — Линн Хершман-Лисон |